# فرودگاه لینکوپینگ سی‌تی
فرودگاه لینکوپینگ سی‌تی (به انگلیسی: Linköping City Airport) یک فرودگاه همگانی با کد یاتا LPI است که یک باند فرود آسفالت دارد و طول باند آن ۲٬۱۳۰ متر است. این فرودگاه در شهر لینشوپینگ کشور سوئد قرار دارد و در ارتفاع ۵ متری از سطح دریا واقع شده است.